# Odo Dobrowolski

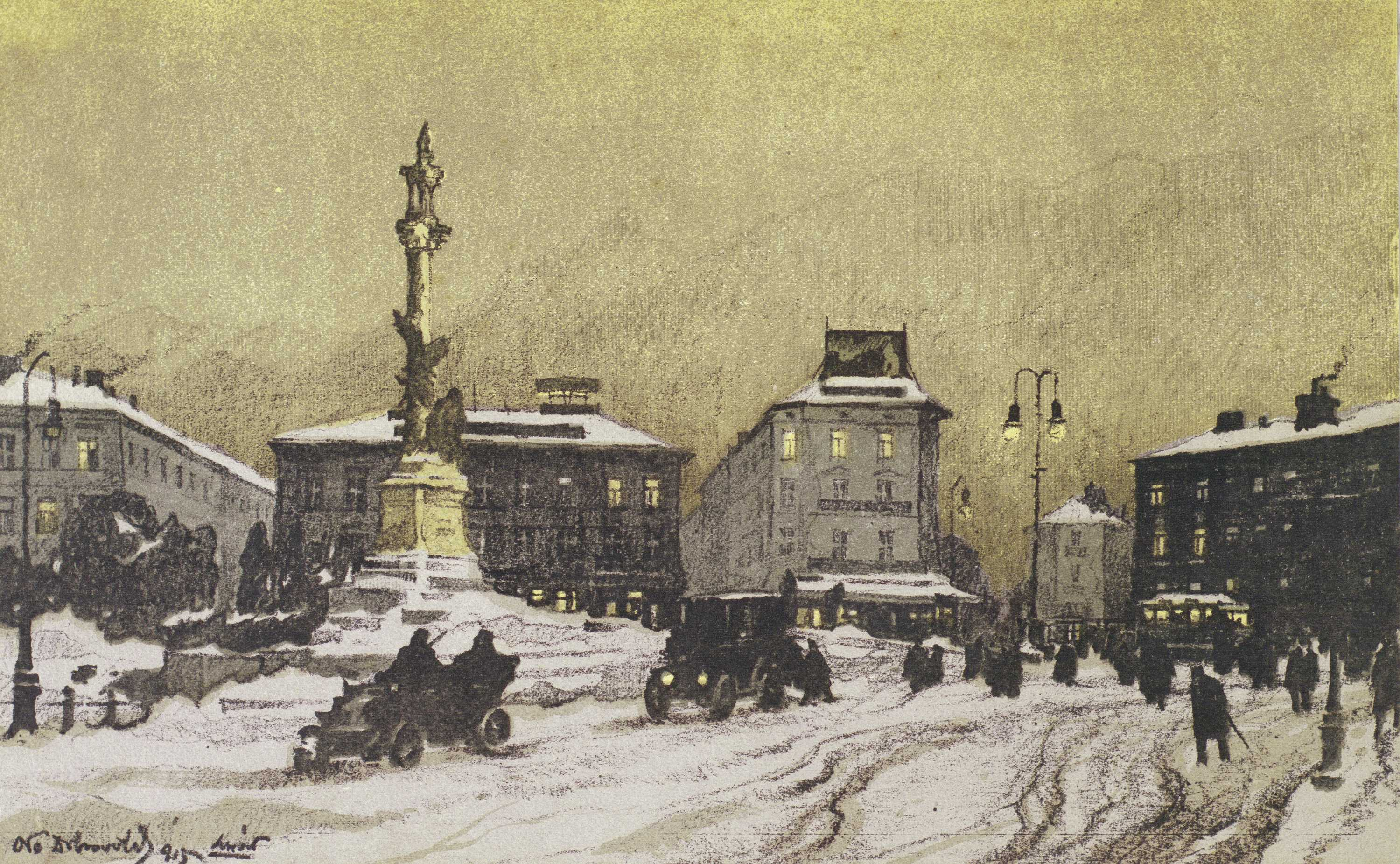
Pomnik Adama Mickiewicza we Lwowie, litografia 1915

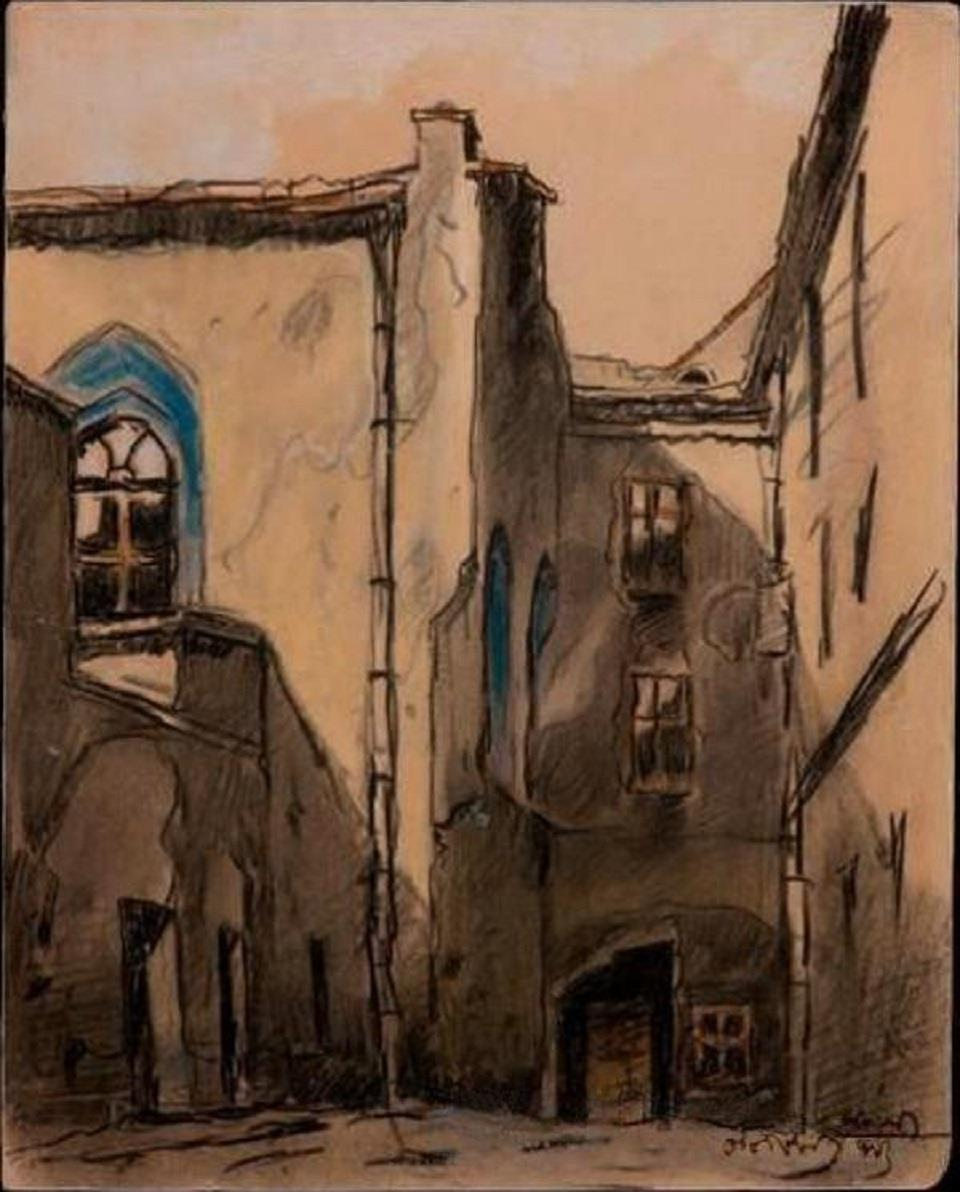
Ul.Szklarska - zaułek koło Wielkiej Miejskej synagogi we Lwowie przy ul. Bojimów 1913

Odo (Otton) Dobrowolski (ur. w 1883 w Czerniowcach, zm. w 1917 w Kijowie) – polski artysta malarz. 

## Życie
Był synem Józefa Dobrowolskiego, urzędnika Namiestnictwa Galicji, i Eugenii Wittich. Do gimnazjum uczęszczał we Lwowie. Studiował w Akademii Sztuk Pięknych w Krakowie, prawdopodobnie jako wolny słuchacz. W latach 1908–1909 przebywał w Paryżu, gdzie korzystał z opieki Jana Styki. Następnie wyjechał na krótko do Monachium, a stamtąd do Lwowa. Wykonał tam duże olejne malowidło dekoracyjne, przedstawiające dwór miejski, do wnętrza cukierni Gabrieli Zapolskiej „Dworek” przy ulicy Akademickiej 4. W latach 1911–1912 znowu przebywał w Paryżu. W 1912 roku brał udział w wystawie szkiców lwowskiego Koła Literacko-Artystycznego. Podczas okupacji Lwowa przez wojska rosyjskie, zimą 1914/15 wydał za zgodą cenzury wojskowej tekę 10 barwnych autolitografii „Lwów 1914–1915” (w cenie 30 koron), która zyskała sporą popularność. W czerwcu 1915 r. wyjechał do Rosji.

## Twórczość
Malował głównie motywy architektoniczne Paryża i Lwowa oraz pejzaże akwarelą i gwaszem, wykonywał rysunki tuszem i pastelami. Przed wojną jeden jego autoportret i kilkanaście innych prac znajdowało się w zbiorach Heleny Dąbczańskiej przeznaczonych dla Lwowa. We Lwowie znajdują się co najmniej cztery autoportrety Dobrowolskiego.
Spośród instytucji muzealnych największy zbiór jego prac posiada obecnie:
- Lwowska Galeria Sztuki – 28 akwarel i rysunków
- Muzeum Narodowe w Krakowie:
  - Kościół Bernardynów we Lwowie, pastel, sygn., 1912,
- Żydowski Instytut Historyczny w Warszawie:
  - Motyw Starego Lwowa, pastel, 1913,
  - Zamek obok Wielkiej Synagogi we Lwowie, pastel, 1913,
- Biblioteka Narodowa w Warszawie[6]:
  - Kościół św. Elżbiety we Lwowie, pastel, sygn., 1903,
  - Opera w Wiedniu, tusz, sygn., ok. 1905 (?),
  - Cerkiew Wołoska we Lwowie, akw. i rys. piórem, sygn., 1907,
  - Studium portretowe, tusz, sygn., 1907,
  - Znana literatka lwowska, tusz, kredka, sygn., 1907,
  - Portret Henryka Zbierzchowskiego, tusz, sygn., 1907,
  - Ptasiński we Lwowie, tusz, sygn., 1907,
  - Bulwary w Paryżu, akw. i tempera,
  - W kawiarni, kredki litogr.
- Biblioteka Ossolińskich
  - Autoportret, tusz, sygn., 1910;
- w zbiorach prywatnych (wystawione w 1954 we Lwowie):
  - Pejzaż jesienny, gwasz, tusz, 1910,
  - Ulica Iwana Fedorowa we Lwowie, pastel, 1912,
  - Ulica w Paryżu, pastel,
  - Paryż, gwasz, tusz, akw.,
  - Brzózka, akw., 1912.